# Constantin Gâlcă
Constantin Gâlcă (nacido el 8 de marzo de 1972 en Bucarest) es un futbolista rumano retirado, que también posee la nacionalidad española. Jugaba de centrocampista y su primer equipo fue el National de Bucarest. Actualmente es entrenador y dirige el equipo Radomiak Radom de la Ekstraklasa polaca.

## Trayectoria como entrenador
Constantin Gâlcă, tras retirarse a la conclusión de su contrato -en la temporada 2005/06-, 'colgó las botas'. 
UD Almería B
En la temporada 2009-10 fue el técnico encargado de dirigir el nuevo proyecto del UD Almería B. El rumano, que a la conclusión de su vida como futbolista fijó su residencia en Almería y comenzó a prepararse para obtener el título de entrenador nacional, sustituye en el cargo al gaditano Carlos Ríos, que no pudo conseguir con la entidad rojiblanca el ansiado ascenso a la categoría de bronce del fútbol nacional. Fue destituido el 19 de enero de 2010.
Selección de Rumania sub-17
Al año siguiente, fue nombrado seleccionador sub-17 de la selección rumana.
CSA Steaua de Bucarest
En la temporada 2014-15 dirigió al CSA Steaua de Bucarest de Rumania, con el que ganó los tres títulos del país: Liga, Copa y Copa de la Liga.
RCD Espanyol
El 14 de diciembre de 2015, se convierte en el nuevo técnico del RCD Espanyol de la Primera División de España. Logró la permanencia al terminar 13.º en la Liga, pero no continuó en el club blanquiazul.
Al-Taawoun
El 17 de octubre de 2016, firmó como nuevo entrenador del Al-Taawoun F. C. de Arabia Saudí. Fue destituido el 20 de marzo de 2017, después de encadenar malos resultados y dejar al equipo cerca de los puestos de descenso.
Radomiak Radom
El 16 de abril de 2023 sustituyó a Mariusz Lewandowski como entrenador del Radomiak Radom, equipo de la Ekstraklasa de Polonia.

## Selección nacional
Ha sido internacional con Rumanía. Ha jugado con la mítica Rumania de los años 90 que jugó los cuartos de final de Copa del Mundo en 1994 en Estados Unidos.

### Participaciones en Copas del Mundo
| Mundial                        | Sede           | Resultado        |
| ------------------------------ | -------------- | ---------------- |
| Copa Mundial de Fútbol de 1994 | Estados Unidos | Cuartos de final |
| Copa Mundial de Fútbol de 1998 | Francia        | Octavos de final |

### Participaciones en Eurocopas
| Mundial       | Sede              | Resultado        |
| ------------- | ----------------- | ---------------- |
| Eurocopa 1996 | Inglaterra        | Primera Fase     |
| Eurocopa 2000 | Holanda y Bélgica | Cuartos de final |

## Clubes como jugador
| Club                   | País    | Periodo   |
| ---------------------- | ------- | --------- |
| National de Bucarest   | Rumania | 1988-1989 |
| FC Argeș Pitești       | Rumania | 1989-1991 |
| CSA Steaua de Bucarest | Rumania | 1991-1996 |
| RCD Mallorca           | España  | 1996-1997 |
| RCD Espanyol           | España  | 1997-2001 |
| Villarreal             | España  | 2001-2003 |
| Zaragoza               | España  | 2003      |
| Almería                | España  | 2003-2006 |

## Clubes como entrenador
| Club                        | País           | Periodo   | P  | PG | PE | PP | % v.  |
| --------------------------- | -------------- | --------- | -- | -- | -- | -- | ----- |
| UD Almería B                | España         | 2009-2010 |    |    |    |    |       |
| Selección sub-17 de Rumania | Rumania        | 2013-2014 | 13 | 5  | 5  | 3  | 38.46 |
| CSA Steaua de Bucarest      | Rumania        | 2014-2015 | 58 | 37 | 9  | 12 | 63.79 |
| RCD Espanyol                | España         | 2015-2016 | 26 | 8  | 5  | 13 | 30.77 |
| Al-Taawoun                  | Arabia Saudita | 2016-2017 | 21 | 10 | 3  | 8  | 47.62 |
| Al-Fayha                    | Arabia Saudita | 2017      | 18 | 3  | 7  | 8  | 16.67 |
| Vejle Boldklub              | Dinamarca      | 2019–2021 | 82 | 36 | 23 | 23 | 43.9  |
| Al-Hazem                    | Arabia Saudita | 2021-2022 | 9  | 1  | 0  | 8  | 11.11 |

## Palmarés

### Como jugador
| Título               | Club                   | País    | Año  |
| -------------------- | ---------------------- | ------- | ---- |
| Copa de Rumania      | CSA Steaua de Bucarest | Rumania | 1992 |
| Liga Rumana          | CSA Steaua de Bucarest | Rumania | 1993 |
| Liga Rumana          | CSA Steaua de Bucarest | Rumania | 1994 |
| Supercopa de Rumanía | CSA Steaua de Bucarest | Rumania | 1994 |
| Liga Rumana          | CSA Steaua de Bucarest | Rumania | 1995 |
| Supercopa de Rumanía | CSA Steaua de Bucarest | Rumania | 1995 |
| Liga Rumana          | CSA Steaua de Bucarest | Rumania | 1996 |
| Copa de Rumania      | CSA Steaua de Bucarest | Rumania | 1996 |
| Copa del Rey         | RCD Espanyol           | España  | 2000 |

### Como entrenador
| Título                        | Club               | País      | Año  |
| ----------------------------- | ------------------ | --------- | ---- |
| Copa de la liga de Rumania    | Steaua de Bucarest | Rumania   | 2015 |
| Liga Rumana                   | Steaua de Bucarest | Rumania   | 2015 |
| Copa de Rumania               | Steaua de Bucarest | Rumania   | 2015 |
| Primera División de Dinamarca | Vejle Boldklub     | Dinamarca | 2020 |